# Église Saint-Théodore de Tréduder
L'église Saint-Théodore est une église catholique située à Tréduder, en France.

## Localisation
L'église est située dans le département français des Côtes-d'Armor, sur la commune de Tréduder.

## Historique
L'édifice est classé au titre des monuments historiques en 1911 et inscrit en 1989.